# Mitko Stojkovski
Dimitrija "Mitko" Stojkovski (Macedonisch: Димитрија "Митко" Стојковски) (Bitola, 18 december 1972) is een voormalig Macedonisch voetballer die onder meer uitkwam voor FK Pelister. Stojkovski speelde 27 maal voor de nationale ploeg in de periode 1994-2002 en scoorde vijf keer.